# 李國憲
李國憲（1969年12月25日—），台灣民眾黨新北市黨部副主委。曾在2020年代表安定力量參加新北市第八選舉區立法委員選舉。